# Castello Tesino
Castello Tesino es una localidad y comune italiana de la provincia de Trento, región de Trentino-Alto Adigio, con 1.381 habitantes.

## Evolución demográfica
| Gráfica de evolución demográfica de Castello Tesino entre 1861 y 2001 |
|                                                                       |
| Fuente ISTAT - elaboración gráfica de Wikipedia                       |